# ضهيت (المهرة)
ضهيت هي إحدى قرى مديرية منعر التابعة لمحافظة المهرة، بلغ تعداد سكانها 165 نسمة حسب تعداد اليمن لعام 2004.